# 救国时报
《救国时报》（法語：Au Secours de La Patrie），原名为《救国报》，是中共中央驻共产国际代表团的机关报。在莫斯科编辑，在法国巴黎出版，在历史上有“巴黎《救国时报》”之称。

## 报纸简介
《救国时报》是中共海外报刊中具有代表性的一份报纸。在共产国际七大和《八一宣言》大背景下，1935年11月吴玉章从莫斯科到巴黎。经法国共产党中国语言组书记何以端介绍认识了工人党员林德光。吴说：我党决定在法国办报纸，我是来搞印刷厂的，办报的主要目的是宣传党的抗日救国主张和统一战线的方针政策；出报抗日救国报，寄回国内给爱国人士、国民党内进步人士与爱国军官，以及其他国家华侨阅读。受吴玉章委托，林德光开始筹建印刷厂，买了一套房子、铜模、铸字机，4种铅字，找木匠做了木架子，组建了排版组。《救国报》编辑部设在莫斯科，由中共驻共产国际代表团领导，先后参加编辑工作的有：李立三、廖焕星、陈潭秋、张报、于辛超、邱静山、赵毅敏、欧阳新等。在莫斯科组稿、编辑后，航寄到巴黎。林德光等只负责排版，送到附近一家法国印刷厂印刷后，再取回来自办发行，通过其他出版物夹带等方式寄出去。1935年12月9日《救国报》正式创刊，1935年底法国当局应南京国民政府的要求查封。吴玉章在法国共产党的帮助下，几经交涉，把《救国报》改名为《救国时报》，一期未停连续出版发行。《救国时报》开始时是周刊，两开四版。从第5期开始改为五日刊。有的时候还有三日刊、双日刊。更时常增出纪念专刊，如纪念孙中山逝世十一周年、十二周年，纪念“ 三•一八”十周年；纪念瞿秋白殉难一周年，悼念鲁迅先生逝世；纪念“ 九•一八” 五周年等。在1937年9月18日出版的第123/124期合刊中，则出纸4大张报纸（16版）。《救国时报》是一种政论性较强的现代型报纸，辟有“要闻”、“社论”、“时评”、“文件转载”、“国内要闻”、“国际要闻”、“侨胞生活”、“读者来信”等栏目。《救国时报》明确提出以“不分党派，不问信仰，团结全民，共同救国”为宗旨。党的许多负责人亲自撰写稿件。周恩来、张闻天、任弼时、刘少奇、邓小平、邓颖超都给报纸写过文章。党外民主人士陶行知、杨虎城到报社参观、讲话。《救国时报》迅速发展，仅仅在一年内的时间里从半月刊演进为五日刊，并从五千余份进不到了两万多份，遍及世界43个国家。在国内中也有许多读者分布在中国各个角落，就连边远地区和若干小县城内又有该报纸的读者。
《救国时报》的发行人兼主编先后为：吴玉章负责了一年多。1936年底，吴玉章赴莫斯科，由吴克坚领导。1938年初由饶漱石领导。《救国时报》印刷出版人员编为一个党小组，小组长林德光，行政小组长金映光，成员有金直夫、张吾真、何志宏、黄里、朱世伦、郝启文、陈达帮、曹若铭等共计13人，都用法国名字。还有2名法国人。
1938年2月10日停刊。共计出版了152期。饶漱石奉命带设备去美国纽约继续办报。吴克坚表示要回国参加抗战，“不做老华侨”，带领报社十余名工作人员经香港回国，4月底抵武汉，大部分在武汉编入《新华日报》社。吴克坚任周恩来的副官、八路军驻武汉办事处秘书长、后任《新华日报》总编辑。林德光任《新华日报》社支部委员、印刷部副主任。金映光在《新华日报》社经理部任行政科长。金直夫当年6月赴延安，进中共中央党校学习后，又进延安职工学校学习，结业后先后任中共中央职工运动委员会机关党支部书记、延安新华化学厂厂长。

## 特色
该报主要发行对象为海外华侨，经常刊载中共中央文件，毛泽东、斯大林著作，报道中国国内的抗日救亡运动和抗日根据地情况。
在缺乏办报经费和运营困难的情况下，《救国时报》相比其他中国共产党所办的报纸有大量的新闻摄影图片和漫画穿插在新闻之间。据统计，存世的《救国时报》共刊登了874 幅新闻图片，其中新闻摄影照片有775幅，政治讽刺漫画有71幅，其他美术作品版画油画28 幅。近千张图片里关于中国的约有607幅，外国约有267幅。
有关于中国图片主题：1.中国民众处于水热之中，祖国沦陷。2.中共高层领导人（毛泽东等人）3.各种军队抗战。4.提倡中国学生爱国运动、呼吁政府停止内战共同抗日。5。刊载爱国民主人士、国民党爱国将领、社会知名人士等人。6. 展示中国妇女抗战救国、世界妇女运动新动向。7. 关于蒋介石政府镇压爱国人民。
有关于外国图片主题：1.凸显外国政府领导人、国际著名人士。2. 反映西班牙反法西斯。3. 反映阿比尼西亚( 埃塞俄比亚) 抗击意大利。4. 外国游行抗议活动、外国支持中国抗战活动、外国政治活动。

## 现存
人民出版社于1980年曾出版《救国时报: 合订本》，其中缺第四十二期至第四十四期，第四十六期至第五十期。
利川市档案馆现藏有一套152期的较完整《救国时报》，由时任利川市档案局局长向太顺2004年从一处旧书摊寻得。